# ۹۷۸ (خورشیدی)
۹۷۸ نهصد و هفتاد و هشتمین سال هجری خورشیدی است.